# Plegaria de la Serenidad

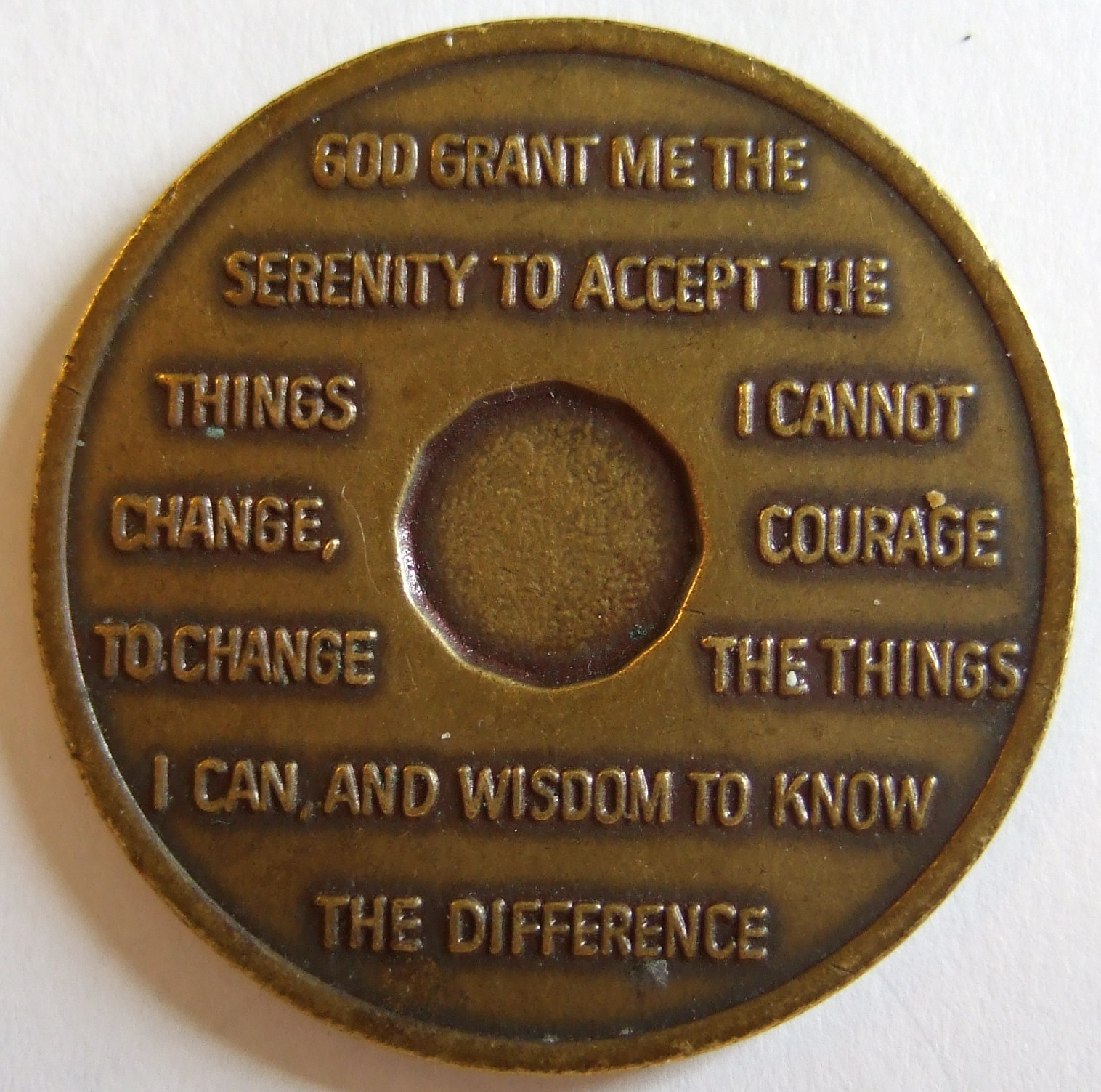
Moneda de origen desconocido con la inscripción de la plegaria en inglés.

La plegaria de la Serenidad es una oración atribuida al teólogo Reinhold Niebuhr conocida sobre todo por sus versos iniciales: Señor, concédeme serenidad para aceptar todo aquello que no puedo cambiar, / valor para cambiar lo que soy capaz de cambiar / y sabiduría para entender la diferencia.

## Versión completa
El texto íntegro continuaba así:
| Versión en español [...] Viviendo día a día; disfrutando de cada momento; sobrellevando las privaciones como un camino hacia la paz; aceptando este mundo impuro tal cual es y no como yo creo que debería ser, tal y como hizo Jesús en la tierra: así, confiando en que obrarás siempre el bien; así, entregándome a Tu voluntad, podré ser razonablemente feliz en esta vida y alcanzar la felicidad suprema a Tu lado en la próxima. Amén. | Original [...] Living one day at a time, Enjoying one moment at a time, Accepting hardship as a pathway to peace, Taking, as Jesus did, This sinful world as it is, Not as I would have it, Trusting that You will make all things right, If I surrender to Your will, So that I may be reasonably happy in this life, And supremely happy with You forever in the next. Amen. |

## Origen
Durante la segunda mitad del siglo xx y principios del xxi se había dado por seguro que el autor de la oración era el teólogo protestante, filósofo y escritor estadounidense Reinhold Niebuhr. Él mismo, aun dentro de su humildad, así lo sugería; su esposa, Ursula, también teóloga, fijaba además el año: 1940; y la hija de ambos, Elisabeth Sifton, editora y publicista, que en 2003 publicó un libro sobre la cuestión, precisaba que se entonó por primera vez algo más tarde, en el año 1943, durante un servicio religioso dominical en la bucólica villa de Heath, en Massachusetts, donde la familia solía pasar los veranos.

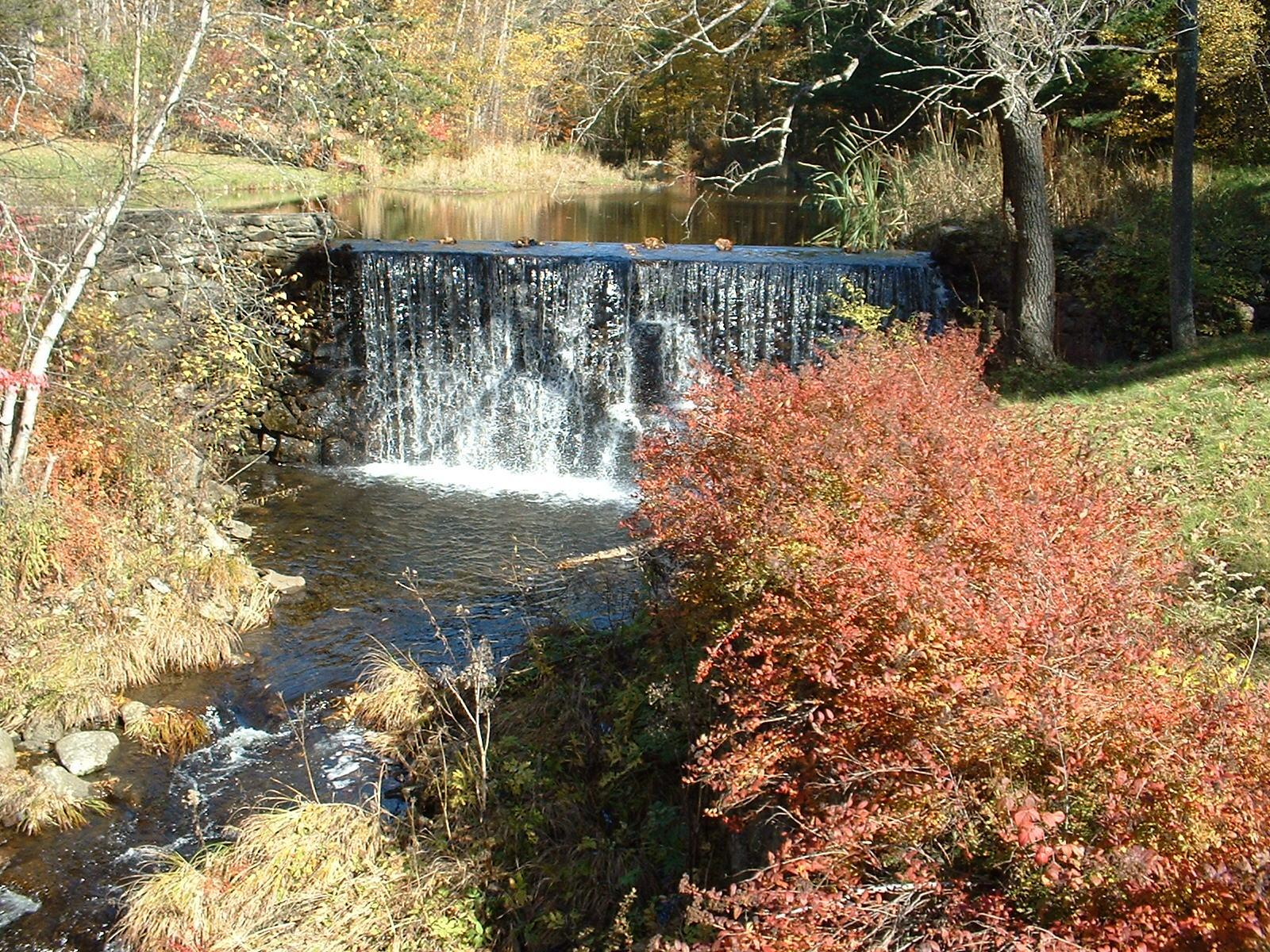
Presa de Dell, en las cercanías de Heath (Massachusetts). En este entorno bucólico se supone que Reinhold Niebuhr compuso la plegaria de la Serenidad.

Sin embargo, Fred R. Shapiro, editor del libro de citas y aforismos The Yale Book of Quotations y especialista en investigar el origen de citas erróneamente atribuidas, sugería en 2008 que Niebuhr —al que, por otra parte, consideraba una persona honrada y de talante modesto— la habría adaptado de manera inconsciente a partir de frases llegadas a sus oídos o leídas por él en alguna de sus múltiples investigaciones teológicas. Aun sin dejar de reconocer la influencia de esos versos sobre la vida de tantas personas a lo largo del tiempo, para Shapiro lo que se formula allí «no es muy sofisticado desde el punto de vista intelectual», y alguien lo habría expresado de algún modo tarde o temprano.
De la extensa –y posiblemente exagerada– nómina de supuestos autores cabe citar a Epícteto, Aristóteles, Cicerón, Marco Aurelio, San Agustín, Boecio, Francisco de Asís, Santo Tomás de Aquino, Baruch Spinoza, Friedrich Schiller, el obispo coadjutor Oliver J. Hart y diversos líderes militares de la Segunda Guerra Mundial, así como innumerables fuentes anónimas que se remontan hasta el Antiguo Egipto. Otro intelectual al que se le atribuyó por error fue el teólogo alemán del siglo xviii Friedrich Christoph Oetinger. La confusión se produjo a raíz de que un profesor de la Universidad de Kiel, Theodor Wilhelm, publicó a principios de la década de 1950, bajo el seudónimo de «Friedrich Oetinger», un libro que reproducía la plegaria. En la revista Grapevine, de la asociación Alcohólicos Anónimos, se llegó a decir, no sin ironía, que a lo largo de la historia había sido atribuida «a casi todos los teólogos, filósofos y santos que en el mundo han sido». Finalmente, otras fuentes la consideraban simplemente un proverbio anónimo transmitido gracias a la tradición oral.
En su artículo de 2008, Shapiro aporta documentos de antes de 1942 que citan la plegaria, a veces con variaciones y sin aludir en ningún momento al teólogo de Misuri. Los documentos proceden de diversas bases de datos en Internet como NewspaperArchive.com, ProQuest o Google Books. Es precisamente en este enfoque de la investigación, orientada en exclusiva hacia los motores de búsqueda de información digital, donde la hija del teólogo Sifton encuentra las mayores fisuras en las tesis de Shapiro:

[La] tecnología no se basta por sí sola para resolver los problemas; antes de decidir sobre la autoría de un texto hay que comprender su sentido y su contexto.
Elisabeth Sifton

Un año después, otro investigador del origen de dichos y frases célebres, Stephen Goranson, daba un giro a los postulados de Shapiro al hallar una carta fechada en 1937 que atribuía a Niebuhr la autoría de la plegaria. En esta carta, publicada en una revista de orientación cristiana (The Intercollegian and Far Horizons), la frase que aludía a la fortaleza (courage) aparecía en primer lugar, antes que la referida a la serenidad: 

Father, give us courage to change what must be altered, serenity to accept what cannot be helped, and the insight to know the one from the other.

Ese hecho precisamente vendría a corroborar la hipótesis de que pertenecía a Neibuhr. Shapiro reconoció la validez de las nuevas pruebas y declaró que en la siguiente edición de The Yale Book of Quotations incluiría la plegaria de la Serenidad en la entrada correspondiente a Niebuhr.

En un artículo escrito por Fred Saphiro en 2014, indica que la autoría de la frase es de Winnifred Crane Wygal en 1933:
Al buscar en Newspapers.com, encontré que el Santa Cruz Sentinel del 15 de marzo de 1933 citaba a Winnifred Crane Wygal: «Oh, Dios, danos valor para cambiar lo que debe cambiarse, serenidad para aceptar lo inevitable y perspicacia para distinguir lo uno de lo otro».

El periódico citaba como fuente un artículo de Wygal en The Woman’s Press, una publicación de la Junta Nacional de la YWCA. Pude verificar ese artículo, «Al filo del mañana», en The Woman’s Press de marzo de 1933.
Pero finalmente, Wygal hizo la aclaración posterior, al indicar que la autoría es de Niebuhr:
Wygal hizo la conexión crucial en su libro de 1940, “Planeamos nuestros propios servicios de adoración”. En la página 25 escribió: “Oh Dios, danos la serenidad para aceptar lo incambiable, el coraje para cambiar lo que se puede cambiar y la sabiduría para distinguir lo uno de lo otro”. (Reinhold Niebuhr)

## En la cultura popular
En 1944, Howard Chandler Robbins, un diácono episcopal vecino y amigo de Niebuhr, que había asistido a un oficio religioso de este en Heath, solicitó permiso al oficiante para reproducir la oración en un folleto dirigido a las fuerzas armadas, y ese fue el origen de su amplia difusión. Desde entonces, ha sido ampliamente adoptada tanto por personas de creencias religiosas como por no creyentes, y su popularidad se ha extendido tanto que se ha grabado en placas urbanas, joyas y epitafios; figura en esquelas, obras de autoayuda e impresos diversos; y se comercializa en objetos promocionales de todo tipo.
Entre sus adaptaciones más conocidas destaca la del programa de los Doce Pasos de la asociación Alcohólicos Anónimos (AA). De hecho, en los años cuarenta del siglo xx se la conocía como «la plegaria de AA».

### Música
La oración ha llegado también al ámbito de la música: en 1981, el cantante canadiense Neil Young incluyó una versión en latín en la contraportada de su LP Re-ac-tor. Textualmente dice así:

Deus, dona mihi serenitatem accipere res quae non possum mutare, fortitudinem mutare res quae possum atque sapientiam differentiam cognoscere.

Además, la canción Know The Difference, del grupo finlandés de power metal melódico Stratovarius , en su álbum doble Elements Pt. 1 & 2 contiene también partes literales de la plegaria en su versión en inglés, que son complementadas con versos de la autoría de la propia banda, ampliando y potenciando así la idea original de la plegaria.
En Feel So diferent del álbum I Do Not Want What I Haven't Got  (1990), Sinead O'Connor incluye la oración.
David Bowie reconoció en el programa The Arsenio Hall Show (1993) que la oración le ayudó a recuperarse de sus adicciones. El cantante se tatuó una versión japonesa de la plegaria en 1992.

### Cine
- En la película animada de superhéroes Justice League: The Flashpoint Paradox la madre de Barry Allen le enseña la oración a su hijo, que dice no comprenderla.
- En Dark, serie alemana de la plataforma Netflix, un personaje (Peter) aparece en varias escenas recitando esta oración, cuyo significado se relaciona con la trama de la serie.
- En la miniserie estadounidense de Mike Flanagan Misa de Medianoche es recitada por múltiples personajes en varias escenas.
- Aparece en el primer capítulo de la serie de televisión estadounidense Euphoria
- Las estrofas finales de la canción «Drug Dealer», del cantante de rap Macklemore, reproducen algunos versos.
- Es citada en el episodio 6 de la miniserie de Netflix Una familia normal.